# Alone (Włochy)

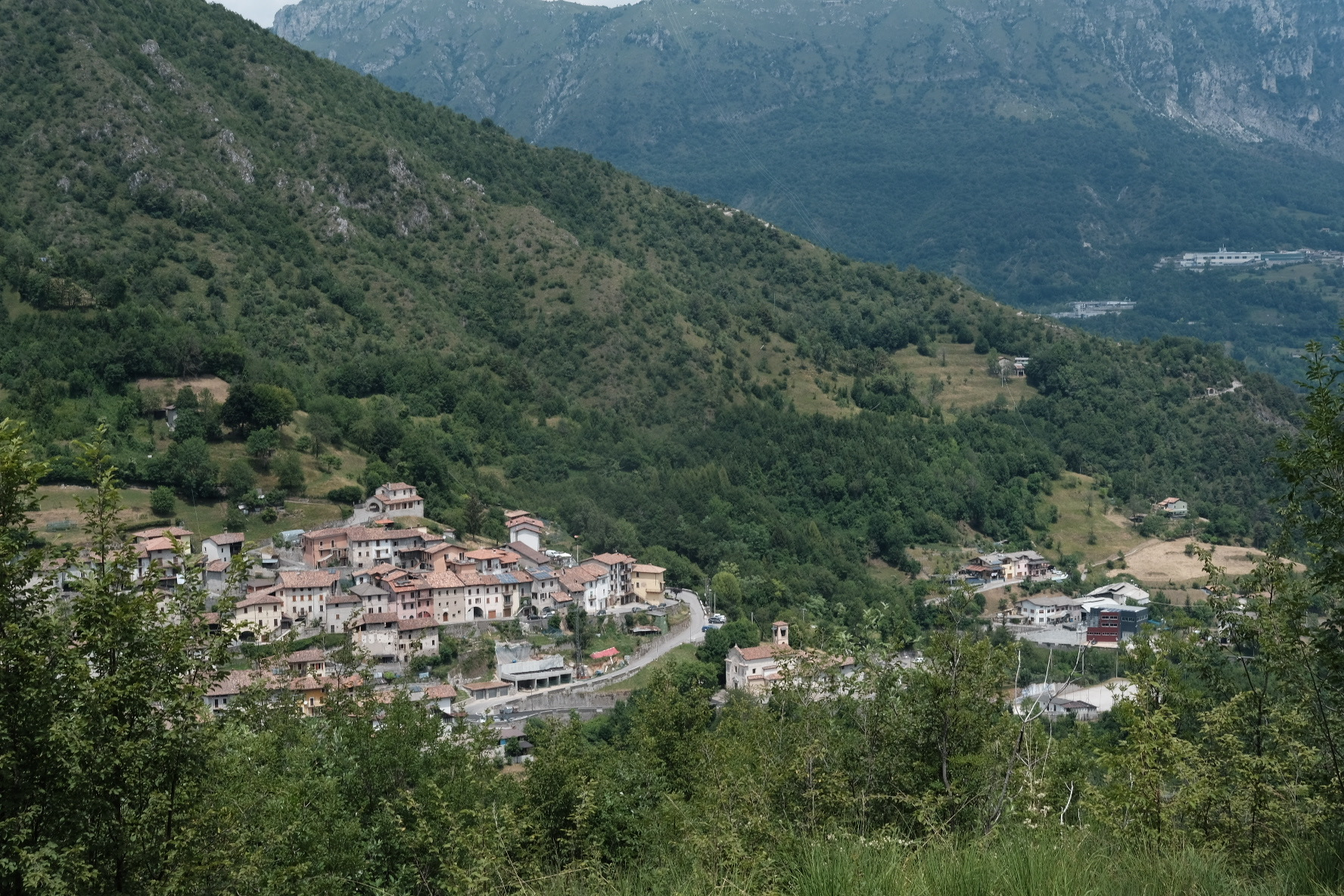
Alone (Brescia) widok ogólny

Alone – miejscowość położona w prowincji Brescia, w obrębie administracyjnym Casto, na końcu niewielkiej doliny Valazzo. Zamieszkana przez ok. 112 mieszkańców. Geograficznie stanowi część doliny Valle Sabbia (Valsabbia).
Alone do 1928 roku stanowiło odrębną jednostkę administracyjną.

## Historia
Alone wraz z pobliskimi miejscowościami położonymi w dolinie potoku Nozza stanowiło utworzoną przez mieszkańców poszczególnych miejscowości wspólnotę (vicinie) nazywaną Savallo. Nazwa pochodzi najprawdopodobniej od określenia summa vallis (dolina graniczna) i pojawia się w dokumencie Liber Potheris Brixiae z 1253 r. W XV wieku społeczność Savallo jako Universitas Savalli posiada już własny statut i składa się ze wspólnot (vicinie): Alone, Casto, Malaga, Comero z Briale, Auro i Famea, Mura i Posico.
O rosnącym znaczeniu miasteczka może świadczyć usamodzielnienie się Alone w 1684 r. (12 grudnia) od zwierzchnictwa sąsiedniej parafii Pieve di Mura.

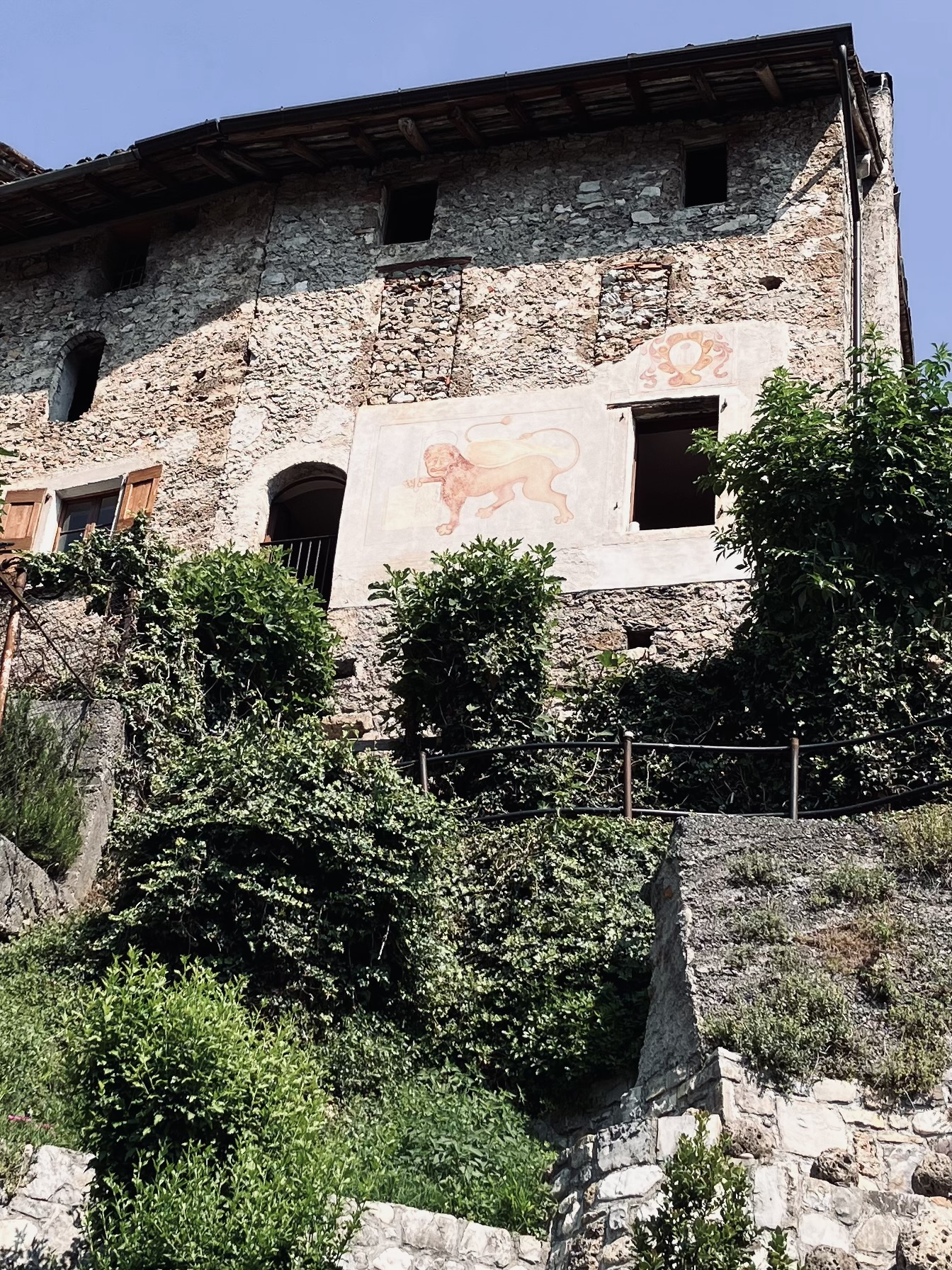
Fresk przedstawiający Lwa św Marka na domu Casa del Comune w Alone (1619)

Sojusz z Republiką Wenecką w XVI i XVII w. przyniósł Alone, jak i całej dolinie Valle Sabbia okres rozwoju ekonomicznego. Widocznym śladem obecności Wenecji w dolinie jest, odrestaurowany w 1996 roku, a powstały w 1619 roku fresk przedstawiający symbol lwa św. Marka znajdujący się na fasadzie domu Casa del Comune. Wewnątrz domu znajduje się inny fresk przedstawiający Republikę Wenecką jako Sprawiedliwość i stanowi pochwałę powrotu panowania Republiki Wenckiej w regionie po okresie wyniszczających wojen w latach 1509–1516.
W XVIII wieku miasteczka nie ominęła szerząca się w regionie epidemia, o czym świadczy wotywna Kaplica Zmarłych (Santella dei Morti) z 1721 roku.
Mieszkańcy doliny pozostali wierni Serenissimie do końca uczestnicząc w zbrojnym oporze wobec wojsk francuskich i świeżo powołanej Republiki Bresciańskiej (18 marca 1797 r. – 20 listopada 1797 r.). 27 marca 1797 roku w miejscowości Nozza odbył się wiec na którym mieszkańcy Valsabbia podjęli decyzję o zbrojnym oporze wobec Francuzów. Jednym z przywódców był rodzinnie związany z Alone Giuseppe Passerini. Ostatecznie opór został przełamany przez najeźdźców w maju 1797 roku, miejscowości które nie poddały i nie wykupiły się wojskom francuskim dobrowolnie zostały splądrowane i zniszczone. Dekretem z 7 maja 1797 roku, Rząd Tymczasowy ogłosił zaprzestanie działań wojennych w dolinie. Przywódcy zbrojnego oporu schronili się w górach, by z czasem powrócić do rodzinnych miejscowości.

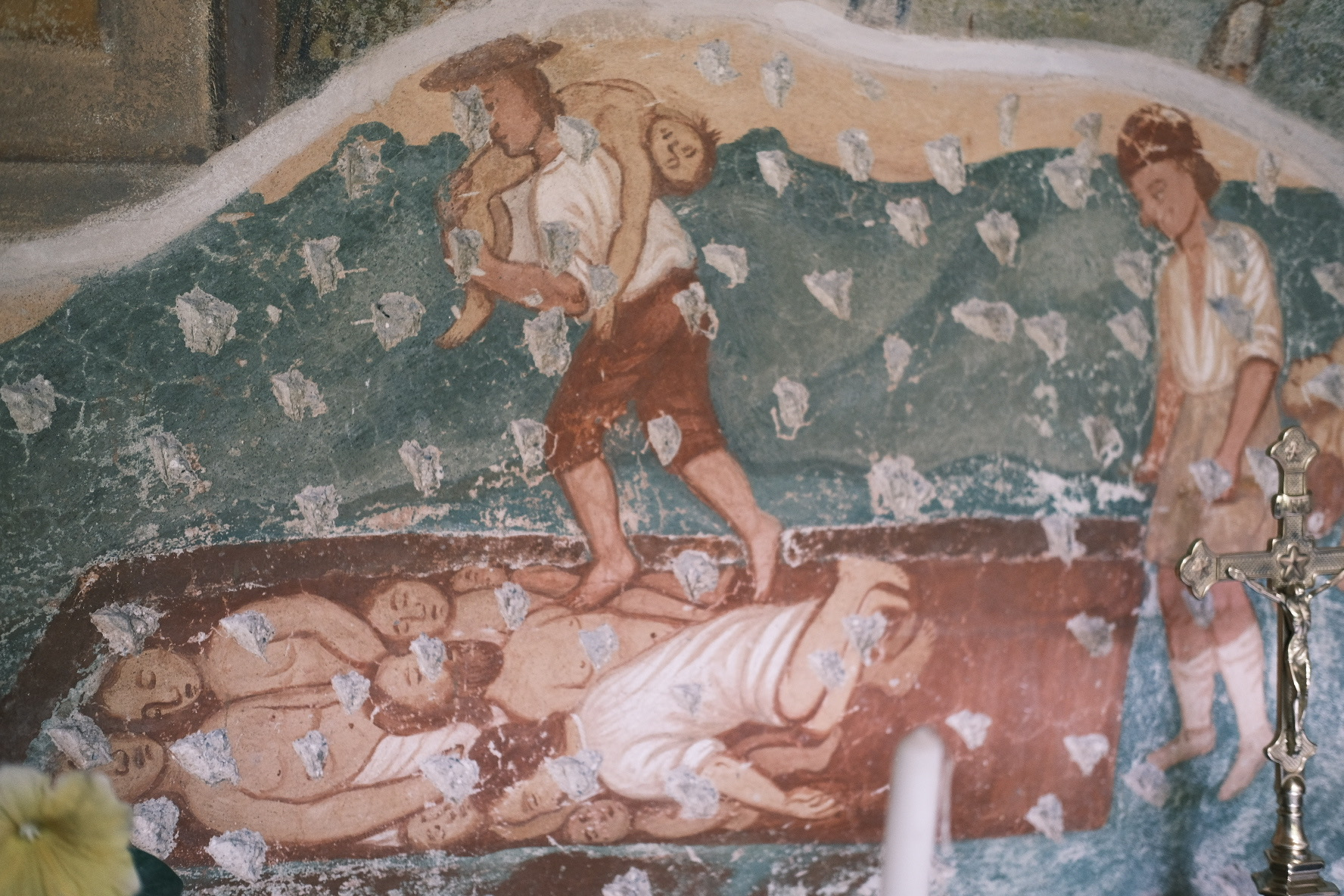
Fragment fresku w kaplicy dei Morti w Alone przedstawiający zbiorowy pochówek ofiar pandemii

W latach 1922–1923 została wybudowana nowa droga łącząca Casto z Alone. W latach 20. do miasteczka dotarł pierwszy samochód.

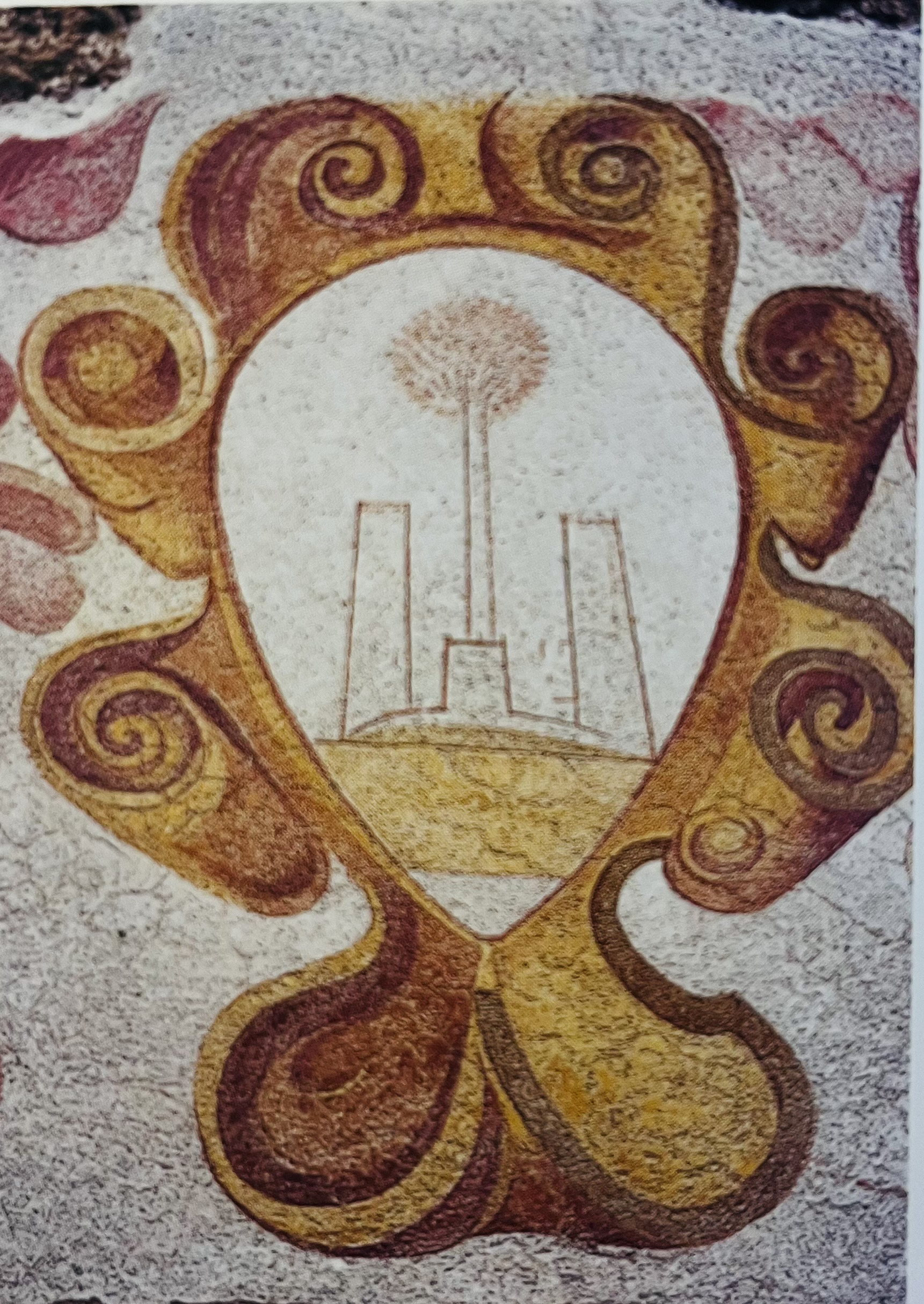
Alone (Brescia) Herb

## Herb Alone
Obecnie widoczny w prawej, górnej części odrestaurowanego w 1996 roku fresku na fasadzie domu Casa del Comune. Datowany jest na 1731 rok.
Herb stanowi tarcza otoczona misternie zwiniętymi, powiewającymi wstążkami. Na tarczy znajdują się dwie wieże pomiędzy którymi, w pozycji centralnej znajduje się drzewo opierające się na kwadratowej podstawie. Zdaniem A. Rizziego dwie wieże nie odnoszą się do konkretnych zabudowań, ale sugerują ogólną spójność miejską. Barwy heraldyczne niewidoczne przed restauracją, zostały odtworzone.

## Zabytki
Miasteczko stanowi dobrze zachowany przykład średniowiecznego układu urbanistycznego. Większość zabudowy miejskiej pochodzi z XV/XVI wieku (Casa del Comune, Casa Passerini, Casa Zanelli). Na obrzeżach znajduje się siedem kaplic datowanych na lata pomiędzy 1511 r. – pocz. XX wieku. Większość ozdobiona jest częściowo zachowanymi freskami przedstawiającymi sceny z życia świętych.
Główne zabytki Alone: Kaplica Św. Katarzyny (ok. 1511 r.), Kaplica Św. Anny (ok. 1511 r.), Kaplica Zmarłych (1721 r.), Kaplica Nowa (druga połowa XVII w.), Santellino (początek XVIII w.), Kaplica Madonny z Dzieciątkiem (1570 r.), Kaplica Sant’Eldazo (Santo che è andato giù) (pocz. XX wieku), Kościół parafialny pod wezwaniem św. Wawrzyńca (konsekrowany w 1498 r.), Oratorium Św. Rocha (początku. XVIII w.), Casa del Comune (XV w.) z freskiem przedstawiającym Lwa Św. Marka (1619 r.), Casa Gotica (XV w.), Casa Canonica (XV w.), Casa Passerini (XV/XVI w.), Casa con Porticato (XV w.), Ca’ dei Preti (XVIII w.), Casa Zanelli (XV/XVI w.) z freskiem Adorazione dei pastori (XVI w.).

## Turystyka
Alone położone jest w zachodniej części Alp Bresciańskich (Catena Bresciana Occidentale), na granicy dwóch dolin Valle Sabbia i Val Trompia. Szlaki turystyczne piesze są dobrze oznakowane i utrzymane. Trasy piesze są zróżnicowane w stopniu trudności oraz długości i umożliwiają przejście do sąsiednich dolin np. do malowniczej doliny Valle Duppo, gdzie znajduje się strzelnica sportowa. Dogodnym miejscem startowym jest Parco delle Fuccine położony na obrzeżach Casto, gdzie znajduje się kilka parkingów umożliwiających pozostawienie samochodów i wypożyczenie sprzętu sportowego (rowery, sprzęt wspinaczkowy na via ferraty). Z Parco Fucine w ramach, Gruppo Ferrate Casto, dostępnych jest 18 tras o różnym stopniu trudności. Najbliższe schronisko górskie to Riffugio Paradiso. Trudniejsze szlaki umożliwiają zdobycie okolicznych szczytów: Punta Galevo (1165 m n.p.m.), Monte Prealba (1272 m n.p.m.), Dossone di Facqua (1299), Dos de le Streseghe (1329), Monte Dossone (1337), Valazzo (1103), Corna di Sonclino (1352), Dosso dei Quatro Comuni (1320).
W odległości ok. 20 km od Alone znajduje się jezioro Idro, ok. 30 km jezioro Garda i ok. 38 km jezioro Iseo.